# Letni pałac arcybiskupi w Bratysławie
Letni pałac arcybiskupi (słow. Letný arcibiskupský palác) w Bratysławie – powstał jako renesansowa budowla w XVI wieku. Był letnią rezydencją arcybiskupów Esztergom, którzy przed turecką okupacją schronili się na terenach Górnych Węgier. Położony jest na Starym Mieście na placu Námestie Slobody 2899/1, w pobliżu Pałacu Prezydenckiego, obecnie siedziba słowackiego rządu.

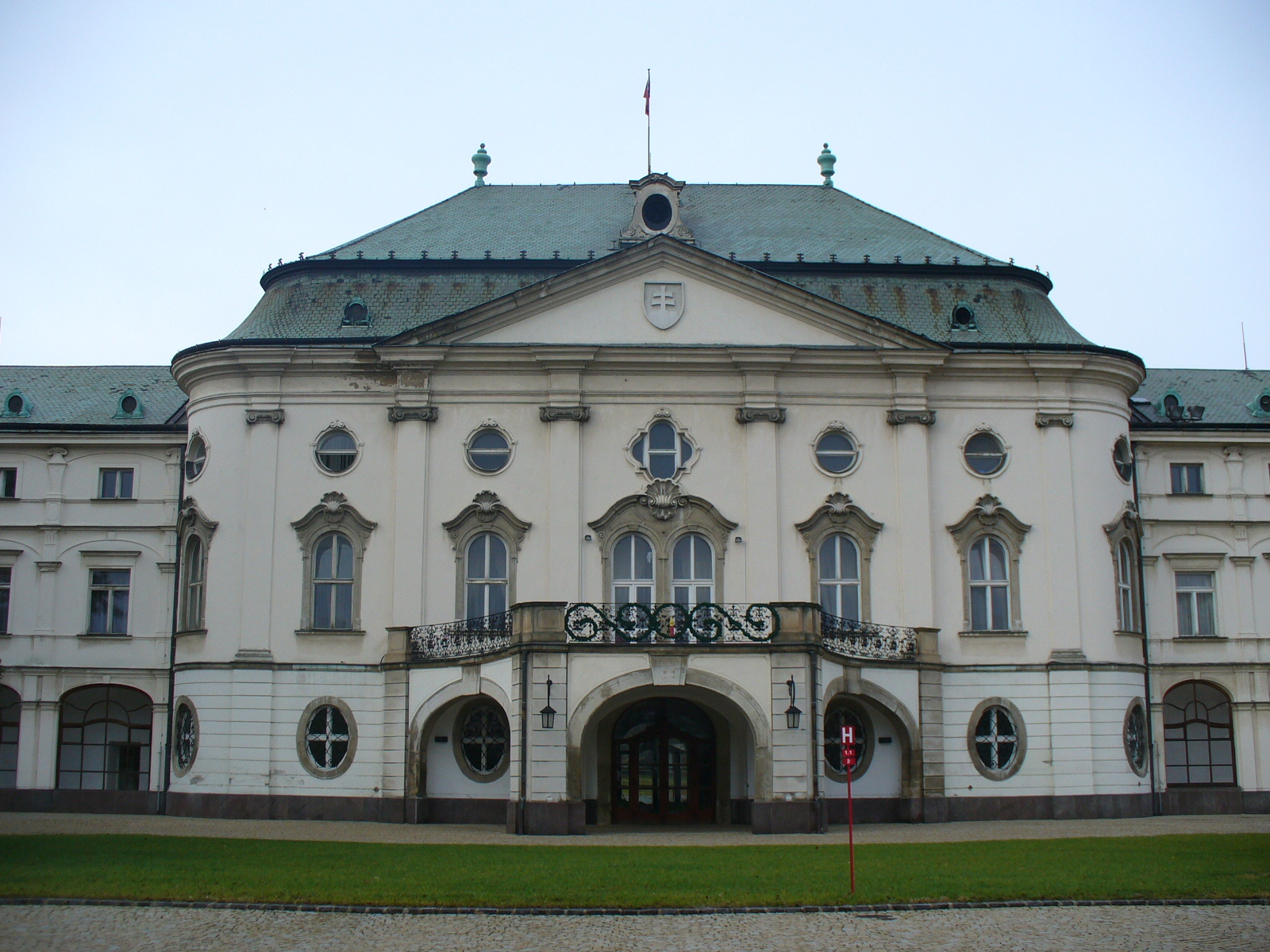
Główne wejście

W latach 1761–1765 austriacki architekt Franz Anton Hillebrandt rozbudował go w stylu barokowym. Przez kilka lat swój warsztat miał tutaj rzeźbiarz Georg Raphael Donner. Wygląd i wystrój ogrodu pałacowego pochodzi z XIX wieku, kiedy to pałac pełnił m.in. funkcję szpitala wojskowego (w latach 1859–1939; arcybiskupi Esztergomu powrócili do siedziby swojej diecezji). Niektóre rzeźby ogrodowe zaginęły lub stoją w innych miejscach – rzeźba św. Jana stoi na dziedzińcu drugiego pałacu arcybiskupiego w Bratysławie, z kolei rzeźba atlantów znajduje się w austriackiej przygranicznej miejscowości Kittsee.
W okresie Pierwszej Republiki Słowackiej (1939–1945) w pałacu znajdowało się Ministerstwo Spraw Zagranicznych i w tym też czasie wyburzono część bocznych budynków, a sam główny budynek mocno przebudowano; obecnie pozostało wewnątrz niewiele oryginalnych elementów, a najlepiej zachowana jest pałacowa kaplica. Po wojnie umieszczono w nim siedzibę rządu Słowackiej Republiki Socjalistycznej. Obecnie, po renowacji budynku oraz ogrodu (ogród angielski), mieści się tu siedziba słowackiej Rady Ministrów.